# Câmara municipal (Brasil)

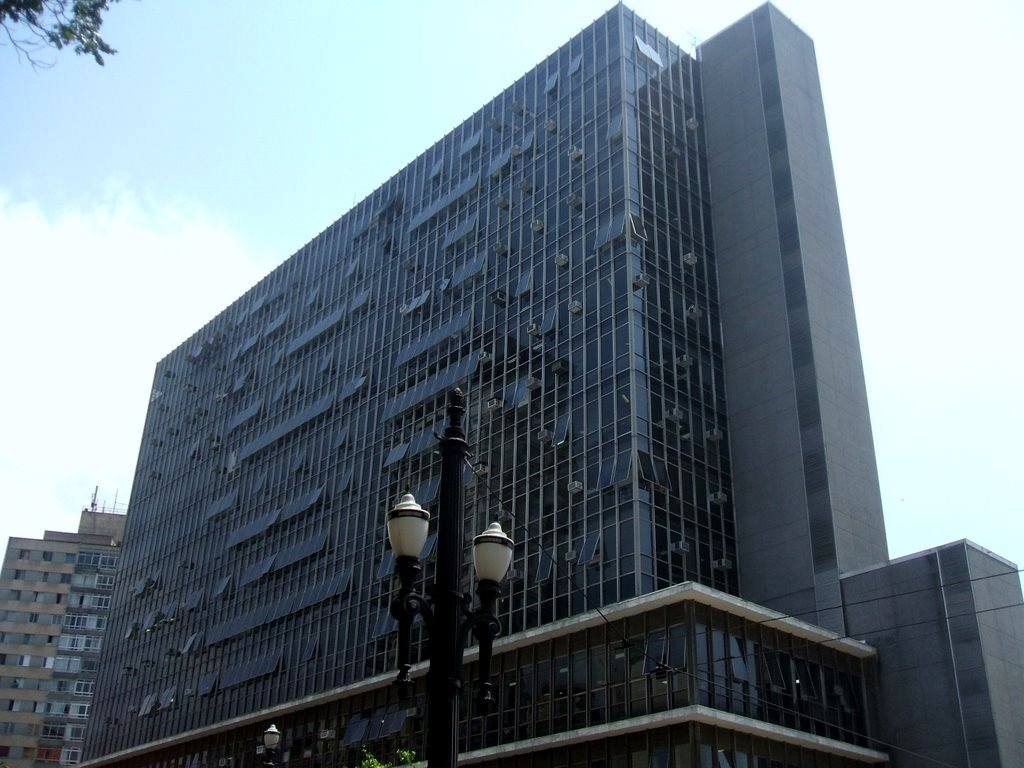
Palácio Anchieta, sede da Câmara Municipal de São Paulo.

Câmara municipal, no Brasil, é o órgão legislativo de cada um dos municípios, configurando-se como a assembleia de representantes dos seus cidadãos. 
Apesar de terem as mesmas origens das câmaras municipais portuguesas, no Brasil elas assumiram funções diferentes. Enquanto no Brasil se tornaram os órgãos legislativos municipais, em Portugal passaram a ser os órgãos executivos. Como órgão legislativo municipal, a câmara municipal brasileira é equivalente à atual assembleia municipal portuguesa, sendo a atual câmara municipal portuguesa aproximadamente equivalente à prefeitura brasileira.

## História

### Brasil Colônia
As câmaras municipais do Brasil, têm origem nas tradicionais câmaras municipais portuguesas, existentes desde a Idade Média. A sua história no Brasil começa em 1532, quando São Vicente é elevada à categoria de vila. Segundo as normas portuguesas, que vigoraram no Brasil durante todo o período em que esteve unido a Portugal, somente uma localidade que tivesse, pelo menos, o estatuto de vila poderia possuir câmara, o que era concedido mediante ato régio.
O fundamental da legislação portuguesa, relativas às câmaras e à administração municipal em geral, estava contido nas chamadas Ordenações do Reino, que vigoravam em todos os territórios portugueses, inclusive no Brasil. Até 1603, vigoraram as Ordenações Manuelinas e, a partir de então, as Ordenações Filipinas, as quais só foram inteiramente revogadas no Brasil já em 1916. De acordo com o que previam as Ordenações, a administração municipal era toda concentrada nas câmaras, que naturalmente exerciam um número bem maior de funções do que atualmente, concentrando os poderes executivo, legislativo e judiciário locais. Todas as câmaras deveriam ter um presidente, três vereadores, um procurador, dois almotacéis e um escrivão. Nos municípios mais importantes, a presidência da câmara cabia a um juiz de fora, um magistrado de carreira, formado em direito e nomeado pela Coroa. Nos restantes, a presidência era exercida por juizes ordinários, habitantes locais, geralmente não letrados, eleitos juntamente com os vereadores. As câmaras eram as responsáveis pela coleta de impostos, pela regulação do exercício de profissões e ofícios, pela regulação do comércio, pela preservação do patrimônio público, pela criação e gerenciamento de prisões etc. Na câmara, era onde ocorriam todas as leis e ordens e era o lugar onde trabalhavam os políticos da época.
Tal como aconteceu em Portugal a partir do Renascimento, as câmaras municipais de alguns municípios mais importantes do Brasil passaram a ser conhecidas como "senado da câmara" ou simplesmente "senado". Tais foram os casos das câmaras de Salvador da Bahia, de São Paulo e do Rio de Janeiro, entre outras.
As câmaras constituíram o primeiro núcleo de exercício político do Brasil. As câmaras e seus edis foram, por diversas vezes, elementos de vital importância para a manutenção da soberania portuguesa no Brasil, organizando a resistência às diversas invasões feitas por ingleses, franceses e holandeses. Também, com o surgimento do sentimento nativista, já no século XVII, foram focos de diversas revoltas e distúrbios.

### Brasil Império
Com a Independência do Brasil, a Constituição de 1824 e a Lei de 1 de outubro de 1828 a autonomia de que gozavam as câmaras municipais é drasticamente diminuída. A duração da legislatura é fixada em quatro anos e o vereador mais votado assumia a presidência da câmara, visto que até então não havia a figura do "prefeito", a não ser pela presença do alcaide (equivalente a prefeito, mas com poderes menores).

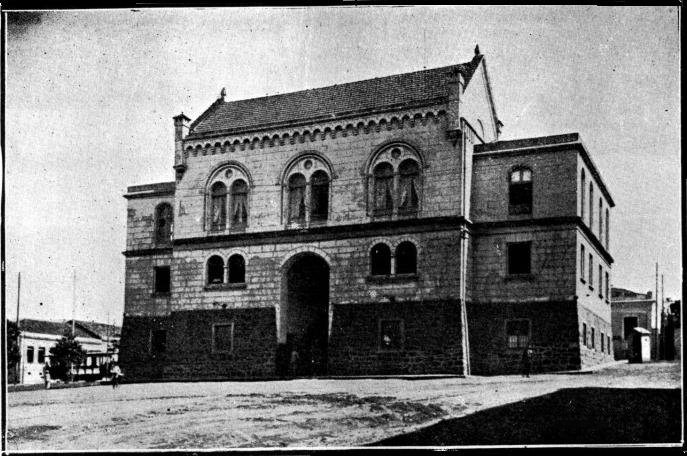
Edifício Euclides da Cunha, sede da Câmara Municipal de São Carlos.

Após a Independência do Brasil, foram estipuladas algumas reformas na estrutura e administração das câmaras municipais. A Constituição de 1824 deixou determinado que a câmara municipal deveria ser composta por vereadores, sendo estes membros responsáveis pela economia da cidade e pelo governo municipal, excluindo assim as funções judiciárias do seu âmbito de atuação. Mudanças mais profundas foram definidas pela lei de 1º de outubro de 1828, que modificou a forma das eleições e reafirmou a natureza estritamente administrativa dessas instituições, característica que mantêm até hoje.

### República
Com a Proclamação da República, as câmaras municipais são dissolvidas e os governos estaduais nomeavam os membros do "conselho de intendência". Em 1905, cria-se a figura do "intendente" que permanecerá até 1930 com o início da Era Vargas. Com a Revolução de 1930 criam-se as prefeituras, às quais serão atribuídas as funções executivas dos municípios. Assim, as câmaras municipais passaram a ter especificamente o papel de casa legislativa.
Durante o Estado Novo, entre 1937 e 1945, as câmaras municipais são fechadas e o poder legislativo dos municípios é extinto. Com a restauração da democracia em 1945, as câmaras municipais são reabertas e começam a tomar a forma que hoje possuem.

## Câmaras Municipais no Brasil pós-1988

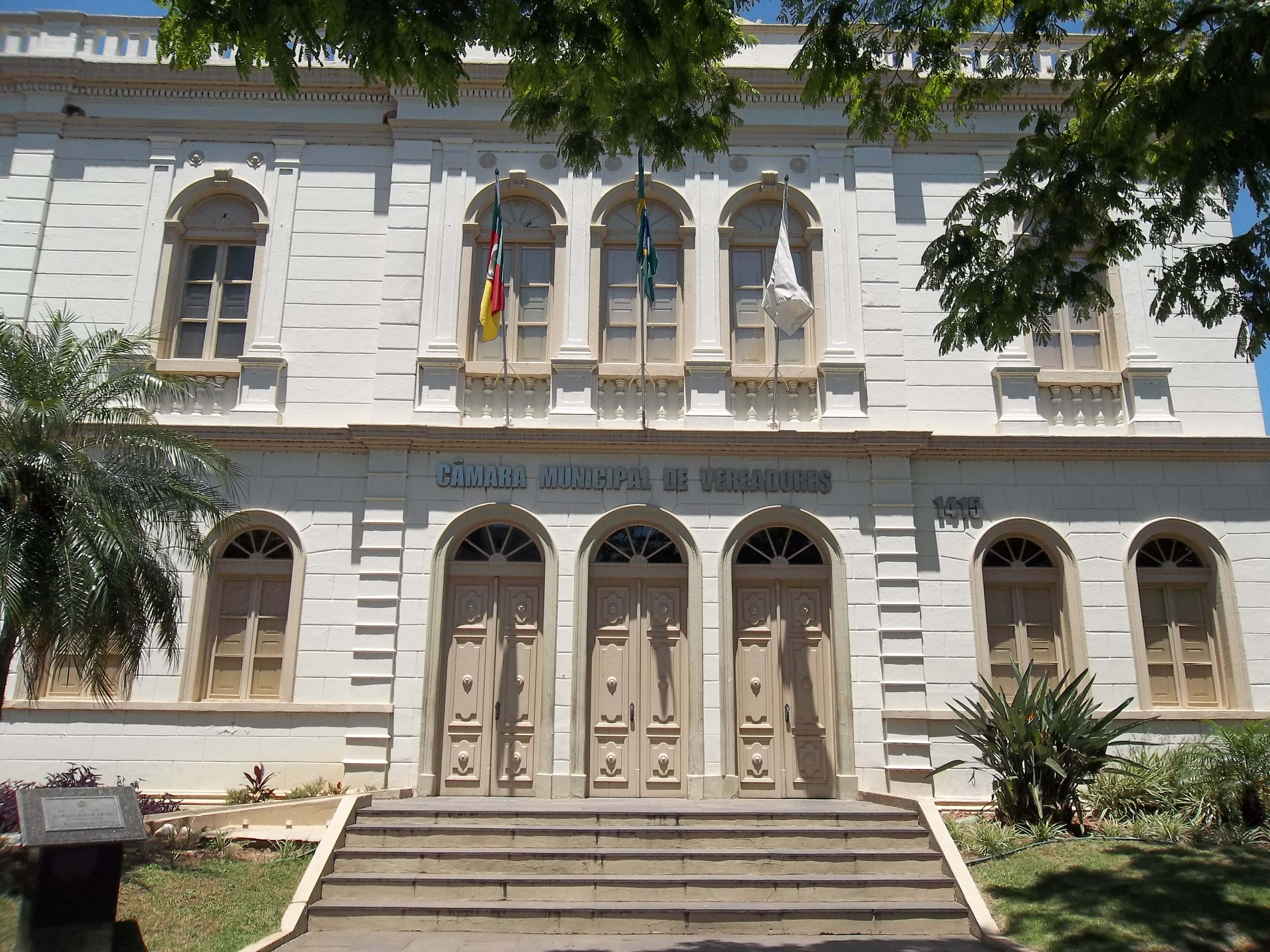
A Câmara Municipal de Santa Maria no Rio Grande do Sul.

Contexto constitucional e federativo

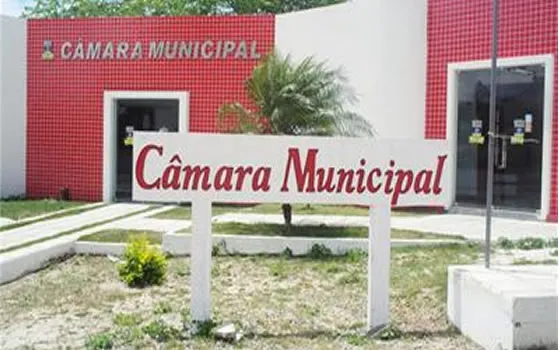
Câmara Municipal de Conceição do Coité, Bahia.

A promulgação da Constituição Federal de 1988 transformou substancialmente o papel das câmaras municipais no sistema federativo brasileiro. Os municípios ganharam status de ente federativo autônomo, ampliando significativamente o escopo de atuação das câmaras municipais, que passaram a exercer não apenas a função legislativa local, mas também importantes atribuições na fiscalização do Poder Executivo e na regulamentação de políticas sociais e decisões orçamentárias.
Composição e organização
A Constituição Federal estabelece limites máximos para o número de vereadores em cada município, baseados na população local. Após a Emenda Constitucional 58 de 2009, os limites ficaram assim estabelecidos:
| nº de Vereadores | nº de Habitantes        | nº de Vereadores | nº de Habitantes       |
| ---------------- | ----------------------- | ---------------- | ---------------------- |
| 9                | até 15 mil              | 33               | 1,05 milhão até 1,2 mi |
| 11               | 15 mil até 30 mil       | 35               | 1,2 milhão até 1,35 mi |
| 13               | 30 mil até 50 mil       | 37               | 1,35 milhão até 1,5 mi |
| 15               | 50 mil até 80 mil       | 39               | 1,5 milhão até 1,8 mi  |
| 17               | 80 mil até 120 mil      | 41               | 1,8 milhão até 2,4 mi  |
| 19               | 120 mil até 160 mil     | 43               | 2,4 milhões até 3 mi   |
| 21               | 160 mil até 300 mil     | 45               | 3 milhões até 4 mi     |
| 23               | 300 mil até 450 mil     | 47               | 4 milhões até 5 mi     |
| 25               | 450 mil até 600 mil     | 49               | 5 milhões até 6 mi     |
| 27               | 600 mil até 750 mil     | 51               | 6 milhões até 7 mi     |
| 29               | 750 mil até 900 mil     | 53               | 7 milhões até 8 mi     |
| 31               | 900 mil até 1,05 milhão | 55               | mais de 8 milhões      |
As câmaras municipais organizam-se internamente através de comissões especiais responsáveis pela discussão de assuntos específicos, com poderes proporcionalmente equivalentes aos da Câmara dos Deputados. Cada câmara possui autonomia para estabelecer seu Regimento Interno, que disciplina os procedimentos legislativos e administrativos.

### Competências e atribuições
A Constituição Federal confere às câmaras municipais um conjunto abrangente de competências que podem ser organizadas em três categorias principais:
Função legislativa: As câmaras têm competência para legislar sobre assuntos de interesse local e suplementar a legislação federal e estadual no que couber, conforme estabelecido no artigo 30 da Constituição Federal. O processo legislativo municipal é disciplinado pelo Regimento Interno de cada câmara e inclui a possibilidade de iniciativa popular de projetos de lei, desde que apoiados pela assinatura de no mínimo 5% do eleitorado local.
Função fiscalizadora: As câmaras exercem controle externo sobre o Poder Executivo Municipal, com auxílio dos Tribunal de Contas da União, dos Estados ou dos Municípios. Esta fiscalização abrange tanto aspectos administrativos quanto financeiros da gestão municipal.
Função administrativa: Inclui a promulgação da Lei Orgânica municipal, votada em dois turnos com aprovação de dois terços dos membros; a fixação dos subsídios do prefeito, vice-prefeito e secretários municipais; e a organização das próprias funções legislativas e de fiscalização.

### Aspectos financeiros
A Constituição Federal estabelece controles financeiros sobre as câmaras municipais, visando assegurar o equilíbrio fiscal e a responsabilidade na gestão dos recursos públicos.
Os subsídios (salários) são fixados pela própria câmara e o pelo disposto na Lei Orgânica do município para a legislatura seguinte, respeitando limites constitucionais baseados no número de habitantes:
| Subsídio máximo em relação ao dos Deputados Estaduais | nº de Habitantes |
| ----------------------------------------------------- | ---------------- |
| 20%                                                   | até 10 mil       |
| 30%                                                   | até 50 mil       |
| 40%                                                   | até 100 mil      |
| 50%                                                   | até 300 mil      |
| 60%                                                   | até 500 mil      |
| 75%                                                   | mais de 500 mil  |
A Emenda Constitucional nº 25 de 2000 estabeleceu percentuais máximos que as câmaras podem gastar em relação à receita municipal, incluindo a remuneração dos vereadores, que são:
| Percentual máximo em relação à receita municipal | nº de Habitantes          |
| ------------------------------------------------ | ------------------------- |
| 8%                                               | até 100 mil               |
| 7%                                               | entre 100 e 300 mil       |
| 6%                                               | entre 300 e 500 mil       |
| 5%                                               | entre 500 mil e 3 milhões |
Adicionalmente, as câmaras não podem gastar mais de 70% de sua receita com folha de pagamento, incluindo os subsídios dos vereadores. O descumprimento desta norma constitui crime de responsabilidade do Presidente da Câmara Municipal.
Quanto à transparência, a Constituição determina que as contas municipais devem ficar à disposição de qualquer contribuinte durante 60 dias anualmente, para exame e questionamento. Esta obrigação foi facilitada com a possibilidade de prestação de contas eletrônica através da internet. 

### Instrumentos de atuação
Além das funções legislativas formais, as câmaras municipais atuam através de diversos instrumentos que permitem maior interação com a comunidade e o Poder Executivo: "indicações parlamentares": solicitações direcionadas ao Poder Executivo para realização de serviços ou intervenções em áreas específicas, como pavimentação de vias, manutenção de equipamentos públicos ou melhorias em serviços municipais; "requerimentos": instrumentos utilizados para solicitar informações oficiais ou providências sobre questões de interesse público, permitindo aos vereadores obter dados necessários para o exercício da fiscalização; "moções": Manifestações que expressam posições políticas ou homenagens, podendo ser de apoio, repúdio ou congratulação, servindo como mecanismo de expressão da vontade política da câmara.

### Papel político-institucional
Além das funções formais, as câmaras atuam por meio de instrumentos informais, como indicações parlamentares, requerimentos e moções. As indicações parlamentares são solicitações para que o Poder Executivo realize serviços ou intervenções em áreas específicas, como a pavimentação de ruas ou a manutenção de equipamentos públicos; os requerimentos servem para solicitar informações oficiais ou providências sobre questões públicas; e as moções expressam posições políticas ou homenagens, podendo ser de apoio, repúdio ou congratulação.
As câmaras funcionam também como arenas importantes de mediação política e territorial, atuando como intermediárias entre as demandas da população e as decisões administrativas da prefeitura, especialmente em municípios com altos níveis de desigualdade social. Essa mediação política consiste em transformar reivindicações da comunidade em propostas legislativas, pressões institucionais ou negociações diretas com o Executivo; a mediação territorial refere-se ao papel da câmara em organizar a distribuição de recursos e benefícios de forma mais equilibrada entre diferentes bairros e comunidades da cidade. Apesar desse papel relevante, as câmaras municipais enfrentam limitações estruturais, como orçamento restrito, baixa profissionalização, poucos recursos técnicos e forte dependência da agenda do Executivo — sendo “agenda”, neste caso, o conjunto de temas e prioridades que o prefeito e seus secretários decidem tratar ou priorizar na gestão pública.
Ainda assim, longe de serem apenas espaços de clientelismo, as câmaras exercem influência relevante em políticas públicas locais, participam de decisões orçamentárias e contribuem na regulamentação de temas como educação, saúde e urbanismo. Além disso, possuem variações internas — incluindo vereadores mais atuantes na fiscalização do Executivo, outros mais voltados para atender demandas individuais e comunitárias, e ainda alguns com atuação destacada na elaboração de políticas públicas.

## Equivalentes no mundo
Em praticamente quase todos os países existe um conselho municipal ou órgão semelhante, encarregado de cuidar de assuntos, nem sempre com poderes comutativos, tal como ocorre no Brasil. Em muitos lugares o poder municipal - executivo e legislativo - é exercido por este conselho. Noutros, existe um órgão com apenas a função parlamentar (conselho municipal ou assembleia municipal), debatendo os assuntos de interesse, como órgão consultivo auxiliar da administração.